# ماریا گریپه
ماریا گریپه، (به سوئدی: Maria Gripe) نویسنده سوئدی (۲۵ ژوئیه ۱۹۲۳- آوریل ۲۰۰۷) بود که برای کودکان و نوجوانان می‌نوشت و در کارنامه ادبی اش ۳۸ عنوان کتاب وجود دارد که به ۳۰ زبان مختلف ترجمه شده‌اند.

## فعالیت حرفه‌ای
وی فعالیت ادبی اش را از سال ۱۹۴۶ و پس از ازدواج آغاز کرد و چون همسرش در آن زمان تصویرگر کتاب کودکان بود، او هم در کنارش به این حرفه علاقه‌مند شد و کارش را با تصویرگری آغاز کرد. وی در نوشته‌هایش از ادگار آلن پو، شارلوت و امیلی برونته بسیار تاثیرپذیرفته بود. وی در سخنرانی اش در چهاردهمین کنگره جهانی ادبیات کودکان، از کودکی خود و تأثیراتی که از پدرش پذیرفته است، سخن می گوید و به چگونگی نویسنده شدنش، عقایدش درباره ی دوران کودکی، کودکان و نوشتن برای آن ها اشاره می کند  .

## آثار
نخستین اثر مهم وی «ژوزفین» سال ۱۹۶۱ منتشر شد که نخستین جلد از مجموعه رمان‌های «هوگو» و «ژوزفین و هوگو» بود. آخرین کتاب او «گل آنا» نام دارد که سال ۱۹۹۷ به چاپ رسید. با اقتباس از بسیاری از کارهای وی مانند مجموعه «سایه»، «بچه‌های مرد شیشه گر» و «اگنس سیسیلیا» فیلم ساخته شده‌است و «کت سبز» و «خانه ژولیا» از دیگر آثار اوست.

## جایزه‌ها
او سال ۱۹۷۴ جایزه هانس کریستین آندرسن و سال ۱۹۷۹ جایزه دوبلوگ را از آن خود کرد..